# Zoí Karányelu
Zoí Karányelu (en griego: Ζωή Καράγγελου; 11 de marzo de 2005) es una deportista griega que compite en natación sincronizada. Ganó cinco medallas en el Campeonato Europeo de Natación entre los años 2021 y 2024.

## Palmarés internacional
| Campeonato Europeo | Campeonato Europeo | Campeonato Europeo | Campeonato Europeo |
| Año                | Lugar              | Medalla            | Prueba             |
| ------------------ | ------------------ | ------------------ | ------------------ |
| 2021               | Budapest (Hungría) | Medalla de plata   | Combinación libre  |
| 2022               | Roma (Italia)      | Medalla de bronce  | Combinación libre  |
| 2024               | Belgrado (Serbia)  | Medalla de oro     | Equipo libre       |
| 2024               | Belgrado (Serbia)  | Medalla de plata   | Equipo técnico     |
| 2024               | Belgrado (Serbia)  | Medalla de plata   | Rutina acrobática  |